# Білажуїга
Білажуї́га (кат. Vilajuïga) - муніципалітет, розташований в Автономній області Каталонія, в Іспанії. Знаходиться у районі (кумарці) Ал Ампурда провінції Жирона, згідно з новою адміністративною реформою перебуватиме у складі Баґарії (округи) Жирона.

## Назва муніципалітету
Літературною каталанською мовою назва вимовляється [biɫəʒuíɣə], походить від латинського "villa judaica", "єврейське місто".

## Населення
Населення міста (у 2007 р.) становить 1.117 осіб (з них менше 14 років - 16,7%, від 15 до 64 - 66,4%, понад 65 років - 16,8%). У 2006 р. народжуваність склала 23 особи, смертність - 13 осіб, зареєстровано 5 шлюбів. У 2001 р. активне населення становило 493 особи, з них безробітних - 47 осіб.

Серед осіб, які проживали на території міста у 2001 р., 748 народилися в Каталонії (з них 588 осіб у тому самому районі, або кумарці), 154 особи приїхали з інших областей Іспанії, а 80 осіб приїхало з-за кордону. 

Університетську освіту має 10,1% усього населення. 

У 2001 р. нараховувалося 364 домогосподарства (з них 22% складалися з однієї особи, 30,2% з двох осіб,18,1% з 3 осіб, 20,3% з 4 осіб, 6,3% з 5 осіб, 1,9% з 6 осіб, 0,5% з 7 осіб, 0,3% з 8 осіб і 0,3% з 9 і більше осіб).

Активне населення міста у 2001 р. працювало у таких сферах діяльності : у сільському господарстві - 5,8%, у промисловості - 13,5%, на будівництві - 13% і у сфері обслуговування - 67,7%. 

 У муніципалітеті або у власному районі (кумарці) працює 166 осіб, поза районом - 316 осіб.

### Безробіття
У 2007 р. нараховувалося 26 безробітних (у 2006 р. - 26 безробітних), з них чоловіки становили 38,5%, а жінки - 61,5%.

## Економіка

### Підприємства міста

#### Промислові підприємства
| \| Промислові підприємства міста, за сферою діяльності \| Промислові підприємства міста, за сферою діяльності \| Промислові підприємства міста, за сферою діяльності \| \| Рік \| 2002 р. \| 2001 р. \| \| --------------------------------------------------- \| --------------------------------------------------- \| --------------------------------------------------- \| \| Енергетичні та водні ресурси \| 27,3% \| 27,3% \| \| Хімія та метали \| 0% \| 0% \| \| Переробка металів \| 36,4% \| 36,4% \| \| Продукти харчування \| 27,3% \| 27,3% \| \| Текстиль \| 0% \| 0% \| \| Виробництво меблів, видання \| 9,1% \| 9,1% \| \| Інше \| 0% \| 0% \| \| Усього підприємств \| 11 \| 11 \| |         |         |
| Промислові підприємства міста, за сферою діяльності |         |         |
| Рік | 2002 р. | 2001 р. |
| Енергетичні та водні ресурси | 27,3%   | 27,3%   |
| Хімія та метали | 0%      | 0%      |
| Переробка металів | 36,4%   | 36,4%   |
| Продукти харчування | 27,3%   | 27,3%   |
| Текстиль | 0%      | 0%      |
| Виробництво меблів, видання | 9,1%    | 9,1%    |
| Інше | 0%      | 0%      |
| Усього підприємств | 11      | 11      |

#### Роздрібна торгівля
| \| Підприємства роздрібної торгівлі міста, за сферою діяльності \| Підприємства роздрібної торгівлі міста, за сферою діяльності \| Підприємства роздрібної торгівлі міста, за сферою діяльності \| \| Рік \| 2002 р. \| 2001 р. \| \| ------------------------------------------------------------ \| ------------------------------------------------------------ \| ------------------------------------------------------------ \| \| Продукти харчування \| 45,5% \| 50% \| \| Одяг та взуття \| 0% \| 0% \| \| Товари для дому \| 9,1% \| 12,5% \| \| Книги та періодичні видання \| 0% \| 0% \| \| Промислова хімічна продукція \| 9,1% \| 12,5% \| \| Продукція, пов'язана з транспортними засобами \| 9,1% \| 0% \| \| Інше \| 27,3% \| 25% \| \| Усього підприємств \| 11 \| 8 \| |         |         |
| Підприємства роздрібної торгівлі міста, за сферою діяльності |         |         |
| Рік | 2002 р. | 2001 р. |
| Продукти харчування | 45,5%   | 50%     |
| Одяг та взуття | 0%      | 0%      |
| Товари для дому | 9,1%    | 12,5%   |
| Книги та періодичні видання | 0%      | 0%      |
| Промислова хімічна продукція | 9,1%    | 12,5%   |
| Продукція, пов'язана з транспортними засобами | 9,1%    | 0%      |
| Інше | 27,3%   | 25%     |
| Усього підприємств | 11      | 8       |

#### Сфера послуг
| \| Підприємства міста, що працюють у сфері послуг, за діяльністю \| Підприємства міста, що працюють у сфері послуг, за діяльністю \| Підприємства міста, що працюють у сфері послуг, за діяльністю \| \| Рік \| 2002 р. \| 2001 р. \| \| ------------------------------------------------------------- \| ------------------------------------------------------------- \| ------------------------------------------------------------- \| \| Гуртова торгівля \| 5,9% \| 7,4% \| \| Готелі та готельний бізнес \| 23,5% \| 25,9% \| \| Транспорт та зв'язок \| 11,8% \| 14,8% \| \| Посередницькі фінансові послуги \| 5,9% \| 7,4% \| \| Послуги підприємствам \| 5,9% \| 3,7% \| \| Послуги фізичним особам \| 29,4% \| 29,6% \| \| Нерухомість та ін. \| 17,6% \| 11,1% \| \| Усього підприємств \| 34 \| 27 \| |         |         |
| Підприємства міста, що працюють у сфері послуг, за діяльністю |         |         |
| Рік | 2002 р. | 2001 р. |
| Гуртова торгівля | 5,9%    | 7,4%    |
| Готелі та готельний бізнес | 23,5%   | 25,9%   |
| Транспорт та зв'язок | 11,8%   | 14,8%   |
| Посередницькі фінансові послуги | 5,9%    | 7,4%    |
| Послуги підприємствам | 5,9%    | 3,7%    |
| Послуги фізичним особам | 29,4%   | 29,6%   |
| Нерухомість та ін. | 17,6%   | 11,1%   |
| Усього підприємств | 34      | 27      |

## Житловий фонд
У 2001 р. 3% усіх родин (домогосподарств) мали житло метражем до 59 м², 21,4% - від 60 до 89 м², 46,7% - від 90 до 119 м² і
28,8% - понад 120 м².

З усіх будівель у 2001 р. 39,1% було одноповерховими, 56,7% - двоповерховими, 4,2
% - триповерховими, 0% - чотириповерховими, 0% - п'ятиповерховими, 0% - шестиповерховими,
0% - семиповерховими, 0% - з вісьмома та більше поверхами.

## Автопарк
| \| Автомобілі, зареєстровані у місті, за призначенням \| Автомобілі, зареєстровані у місті, за призначенням \| Автомобілі, зареєстровані у місті, за призначенням \| \| Рік \| 2006 р. \| 2005 р. \| \| -------------------------------------------------- \| -------------------------------------------------- \| -------------------------------------------------- \| \| Приватні автомобілі \| 65,2% \| 66,1% \| \| Мотоцикли \| 11,7% \| 10,7% \| \| Вантажівки \| 19,4% \| 19% \| \| Трактори \| 0,7% \| 1% \| \| Автобуси та ін. \| 3% \| 3,3% \| \| Усього автомобілів \| 947 шт. \| 922 шт. \| |         |         |
| Автомобілі, зареєстровані у місті, за призначенням |         |         |
| Рік | 2006 р. | 2005 р. |
| Приватні автомобілі | 65,2%   | 66,1%   |
| Мотоцикли | 11,7%   | 10,7%   |
| Вантажівки | 19,4%   | 19%     |
| Трактори | 0,7%    | 1%      |
| Автобуси та ін. | 3%      | 3,3%    |
| Усього автомобілів | 947 шт. | 922 шт. |

## Вживання каталанської мови
У 2001 р. каталанську мову у місті розуміли 96,3% усього населення (у 1996 р. - 99,2%), вміли говорити нею 86,7% (у 1996 р. - 
88,8%), вміли читати 85,2% (у 1996 р. - 84,2%), вміли писати 56,3
% (у 1996 р. - 55,4%). Не розуміли каталанської мови 3,7%.

## Політичні уподобання
У виборах до Парламенту Каталонії у 2006 р. взяло участь 478 осіб (у 2003 р. - 500 осіб). Голоси за політичні сили розподілилися таким чином:
| \| Вибори до Парламенту Каталонії \| Вибори до Парламенту Каталонії \| Вибори до Парламенту Каталонії \| \| Рік \| 2006 р. \| 2003 р. \| \| -------------------------------------- \| ------------------------------ \| ------------------------------ \| \| Конвергенція та Єднання (CiU) \| 30,1% \| 36% \| \| Соціалістична партія Каталонії (PSC) \| 27% \| 26,2% \| \| Народна партія (PP) \| 6,5% \| 5,2% \| \| Ініціатива за зелену Каталонію (IC) \| 7,5% \| 5% \| \| Республіканська лівиця Каталонії (ERC) \| 23,6% \| 26,4% \| \| Громадянська партія (C's) \| 1,3% \| 0% \| \| Інші \| 4% \| 1,2% \| |         |         |
| Вибори до Парламенту Каталонії |         |         |
| Рік | 2006 р. | 2003 р. |
| Конвергенція та Єднання (CiU) | 30,1%   | 36%     |
| Соціалістична партія Каталонії (PSC) | 27%     | 26,2%   |
| Народна партія (PP) | 6,5%    | 5,2%    |
| Ініціатива за зелену Каталонію (IC) | 7,5%    | 5%      |
| Республіканська лівиця Каталонії (ERC) | 23,6%   | 26,4%   |
| Громадянська партія (C's) | 1,3%    | 0%      |
| Інші | 4%      | 1,2%    |

У муніципальних виборах у 2007 р. взяло участь 556 осіб (у 2003 р. - 571 особа). Голоси за політичні сили розподілилися таким чином:
| \| Муніципальні вибори \| Муніципальні вибори \| Муніципальні вибори \| \| Рік \| 2007 р. \| 2003 р. \| \| -------------------------------------- \| ------------------- \| ------------------- \| \| Конвергенція та Єднання (CiU) \| 19,6% \| 29,6% \| \| Соціалістична партія Каталонії (PSC) \| 14% \| 21,9% \| \| Народна партія (PP) \| 0% \| 0% \| \| Ініціатива за зелену Каталонію (IC) \| 0% \| 0% \| \| Республіканська лівиця Каталонії (ERC) \| 66,4% \| 48,5% \| \| Громадянська партія (C's) \| 0% \| 0% \| \| Інші \| 0% \| 0% \| |         |         |
| Муніципальні вибори |         |         |
| Рік | 2007 р. | 2003 р. |
| Конвергенція та Єднання (CiU) | 19,6%   | 29,6%   |
| Соціалістична партія Каталонії (PSC) | 14%     | 21,9%   |
| Народна партія (PP) | 0%      | 0%      |
| Ініціатива за зелену Каталонію (IC) | 0%      | 0%      |
| Республіканська лівиця Каталонії (ERC) | 66,4%   | 48,5%   |
| Громадянська партія (C's) | 0%      | 0%      |
| Інші | 0%      | 0%      |